# Bruno Bollini
Bruno Bollini (* 14. September 1933 in Paris; † 20. Februar 2015) war ein französischer Fußballspieler, der für die Hauptstadtvereine Stade Français sowie Racing Paris spielte und zu drei Einsätzen in der französischen Nationalelf kam.

## Vereinskarriere
Bollini, der sowohl in der Innenverteidigung wie auch im defensiven Mittelfeld spielte, begann seine Laufbahn in der Jugend bei der USO Clichy aus der Umgebung von Paris. Ab der Saison 1953/54 zählte er hingegen zur ersten Mannschaft des Hauptstadtklubs Stade Français, welcher zur damaligen Zeit der höchsten französischen Spielklasse angehörte. Zu einer Zeit, in der Ein- und Auswechslungen noch nicht möglich waren, wurde der damals 20-Jährige anfangs nur gelegentlich aufgeboten und musste am Ende der Spielzeit den Abstieg in die Zweitklassigkeit hinnehmen. Von 1955 an nahm der Nachwuchsspieler beim Stade Français einen Stammplatz ein und konnte mit der Mannschaft nach einem schwachen Abschneiden im Vorjahr als Fünftplatzierter relativ nah an die Aufstiegsränge heranrücken. Während dem Verein erst 1959 der Wiederaufstieg gelang, schaffte Bollini bereits im Dezember 1956 die Rückkehr in die oberste Liga Frankreichs, als er sich dem Stadtrivalen Racing Paris anschloss.
Mit dem Racing Club hatte er sich einer der stärksten Mannschaften des Landes angeschlossen, konnte aber auch in dieser sofort zum Stammspieler avancieren. Ab der Saison 1958/59 erlebte er seine erfolgreichsten Jahre. Zunächst belegte Racing – wenn auch mit jeweils deutlichem Rückstand auf den Meister – zwei Mal den dritten Tabellenrang und verpasste dann in den Jahren 1961 und 1962 als Vizemeister den Titel nur äußerst knapp. 1962 war die Elf von Racing punktgleich hinter Stade Reims Zweitplatzierter und scheiterte nur aufgrund des minimal schlechteren Torquotienten am Titelgewinn. In einer Mannschaft um Akteure wie Francis Magny, Joseph Ujlaki, Jean-Jacques Marcel und François Heutte zählte Bollini zwar zur Defensive, traf aber auch bis zu sechsmal je Spielzeit selbst das Tor. In den beiden Vizemeisterjahren hatte Racing jeweils die beste Trefferausbeute der Liga, wies allerdings auch eine verhältnismäßig hohe Zahl an Gegentreffern auf. Nach 1962 setzte ein starker Negativtrend ein, der 1964 sogar zum Abstieg in die zweite Liga führte. Bollini, der weiterhin einen Stammplatz besaß, folgte Racing dorthin. Auch in der zweithöchsten Spielklasse erreichte Racing in den darauffolgenden beiden Jahren nur noch Platzierungen in der unteren Tabellenhälfte. 1966 beendete er mit 32 Jahren nach 256 Erstligapartien mit 28 Toren und 116 Zweitligabegegnungen mit 16 Treffern seine Spielerlaufbahn.

## Nationalmannschaft
Bollini war 24 Jahre alt und trug auf Vereinsebene das Trikot von Racing Paris, als er am 27. November 1957 im Londoner Wembley-Stadion zu seinem Debüt für die französische Nationalelf kam. Gegen die englische Auswahl musste er an diesem Tag eine 0:4-Niederlage hinnehmen, wobei er selbst eine gute Torchance vergab. Letztlich war dieses Testspiel sein einziger Einsatz im Vorfeld der Weltmeisterschaft 1958 und für den endgültigen Turnierkader wurde er nicht berücksichtigt. Während der ihm aus dem Militärdienst bekannte Just Fontaine mit 13 Treffern zum überragenden Akteur der Franzosen wurde und die Mannschaft auf den dritten Platz führte, unternahm Bollini zeitgleich mit seiner Vereinsmannschaft eine Reise nach Russland. 
Erst im Dezember 1958 lief er in der Qualifikation zur Europameisterschaft 1960 in einer Begegnung gegen Griechenland erneut für Frankreich auf, wurde aber weder im weiteren Verlauf der Qualifikation erneut berücksichtigt noch stand er im endgültigen Turnierkader. Sein drittes und letztes Länderspiel bestritt er am 15. März 1961 bei einem 1:1 gegen Belgien.

## Späteres Wirken
Nach dem Ende seiner Spielerlaufbahn wirkte Bollini für die Spieler-Gewerkschaft UNFP und hatte bei dieser zeitweise den Posten des Generalsekretärs inne. Anschließend war er zudem Sportdirektor des damaligen Profiklubs Paris FC. In einem Interview von 1998 kritisierte er die Entwicklung des Fußballgeschäfts hin zur Oberflächlichkeit, bei der laut ihm das Geld über der Ethik stehe. Er habe sich beim UNFP seinerzeit für eine gerechte Bezahlung der Spieler eingesetzt, stattdessen gebe es mittlerweile eine Art „vergoldete Sklaverei“. Bollini starb im Februar 2015 im Alter von 81 Jahren.